# Fredrik Cederborgh
Fredrik Cederborgh, född den 17 juni 1784 på Östra Bors bruk i Lindesbergs landsförsamling, död där på Dalkarlshyttan den 17 januari 1835, var en svensk  författare, boktryckare och protokollssekreterare.

## Biografi
Fredrik Cederborgh var son till Nils Reinhold Cederborgh som 1797 köpte Dalkarlshyttan och Maria Fredrika Victorin, samt dotterson till Anna Maria Tersmeden. Mormodern tillhörde släkten Halenius och var Bureättling och ättling till Daniel Djurberg.
Cederborgh blev student vid Uppsala universitet 1794, tog en kansliexamen vid Lunds universitet 1801, och inskrevs i civilexpeditionen i Stockholm 1803. Han blev protokollsekreterare där 1810, tog avsked samma år och ägnade sig därefter främst åt förlags- och boktryckerirörelse samt åt att tillsammans med Georg Scheutz utge tidningen Anmärkaren. 1823 återvände han hem till Dalkarlshyttan, och gifte sig samma år och tillbringade resten av sitt liv som bruksägare.
Cederborgh visade tidigt litterära talanger och gjorde redan under studietiden flera lyriska försök i Anna Maria Lenngrens stil samt skrev även sina ungdomsmemoarer. Arbetet med dessa avbröts sedan han kommit till Stockholm, då han istället påbörjade ett utkast till romanen Herman Bergström, där man finner flera motiv som senare återkommer i hans romaner. 
Debuten kom med romanen Uno von Thrazenberg, berättelse af friherre Dolk, som genast gjorde honom till en berömd författare. Satiren Herr öfverdirektören C. A. Grevesmöhens proträt (1815) föranledde en stämning av Carl August Grevesmöhlen. Sedan Cederborgh frikänts utgav han rättegångshandlingarna under titeln Rättvisan i skönhetstvisten. Cederborgh brukar anses som den realistiska romanens grundläggare i Sverige.
Han är begravd på den Cederborgska kyrkogården som ligger på åsen intill Lindessjön vid den södra infarten till Lindesberg.

### Redaktör och utgivare
- Samlaren : vitter ströskrift. Stockholm. 1814-1815. Libris 2428087
- Anmärkaren. Stockholm. 1816-1828. Libris 9837551

### Valda skrifter
- Ungdoms tidsfördrif. Stockholm. 1834. Libris 1575670. https://runeberg.org/ungdomstid/ Arkiverad 5 juni 2014 hämtat från the Wayback Machine. - De här återutgivna verken avviker betydligt från originalen.
  -  Bd 1. Libris 1575671. https://runeberg.org/ungdomstid/1/ Arkiverad 2 juni 2014 hämtat från the Wayback Machine. - Innehåll: Uno van Thrazenberg ; Handskrift af Herr af Bugatelli ; Grefve J. P. von Himmel och Jord ; Födelsedagen ; Varning. (Till en ung Författare)
  -  Bd 2. Libris 1575672. https://runeberg.org/ungdomstid/2/ Arkiverad 5 juni 2014 hämtat från the Wayback Machine. - Innehåll: Ottar Tralling, Lefnadsmålning ; Riddare-Kandidaten, Komedi ; Försök att bestämma skillnaden emellan Satir och Smädeskrif.
  -  Bd 3. Libris 1575673. https://runeberg.org/ungdomstid/3/ Arkiverad 5 juni 2014 hämtat från the Wayback Machine. - Innehåll: Bref till en Ungdomsbekant ; Resan genom lifvet, dikt och sanning ; John Hall, sannfärdig sannsaga.
- Valda skrifter : efter de äldre original-upplagorna utgifna. Stockholm: Axel Hellsten. 1856. Libris 1451086 - Innehåll: Uno von Trasenberg ; Ottar Tralling ; Riddare-kandidaten ; Grefve Jaques Pancrace.
- Epigrammer, satirer och berättelser. Humoristiskt Bibliotek ; 2. Stockholm: O. L. Lamm. 1882. Libris 1595709 - Med levnadsteckning av Arvid Ahnfelt